# Prime editing

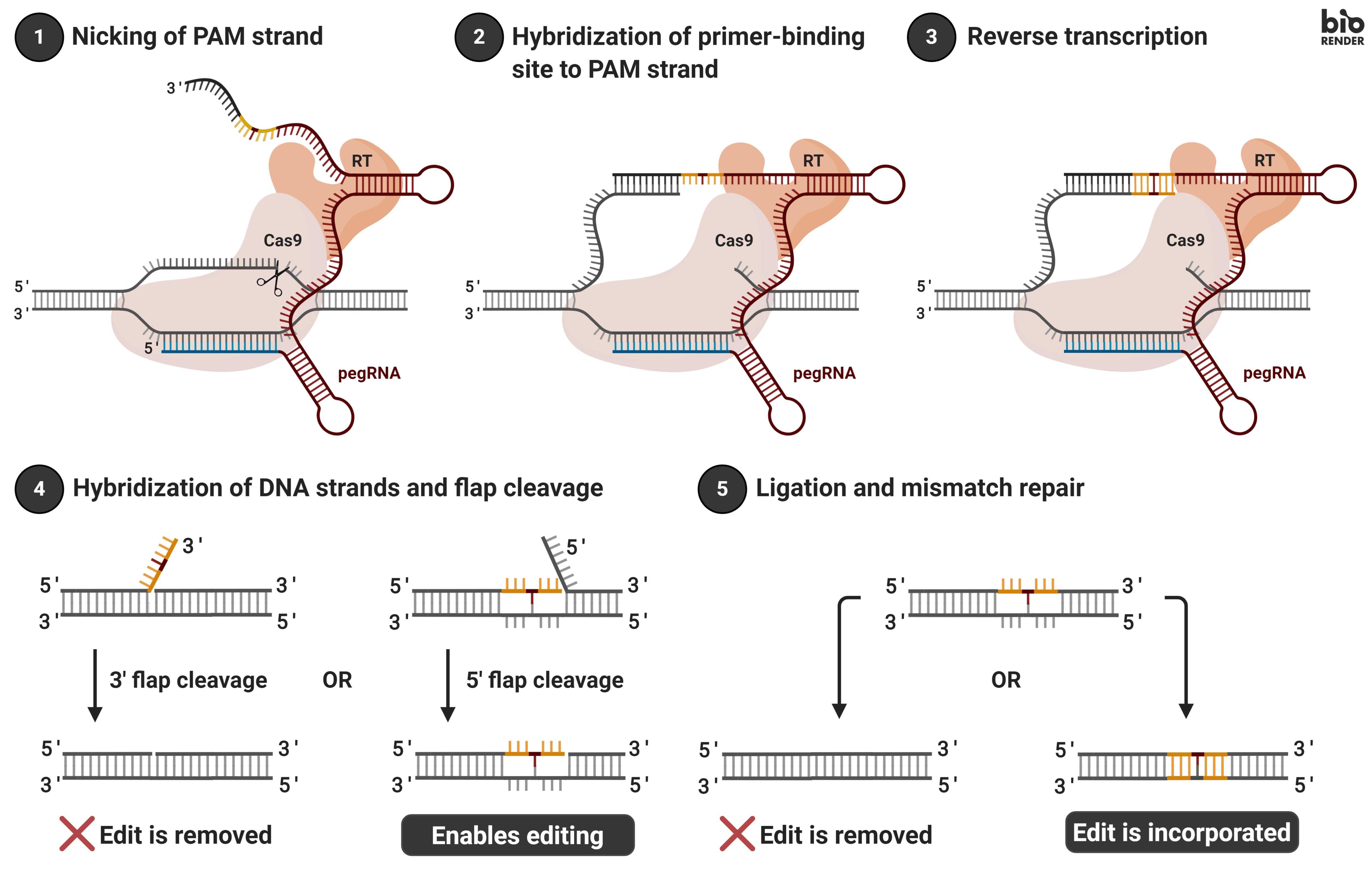
Meccanismo del prime editing

Si definisce prime editing una tecnica di editing genomico basata su CRISPR che permette tramite un tipo di RNA, denominato prime editing guide RNA (pegRNA), di manipolare il DNA, correggendo una determinata sequenza di nucleotidi.
Il pegRNA si dirige sulla zona da correggere e la proteina Cas9 taglia uno dei due filamenti della doppia elica del DNA, interviene poi l'enzima trascrittasi inversa che scrive la nuova sequenza corretta di DNA al posto del tratto rimosso e infine la proteina Cas9 che taglia l'altro filamento in maniera che questo si autoripari sfruttando la sequenza complementare.
Tale metodica consente di ridurre notevolmente la presenza di mutazioni off-target (perlopiù inserzioni o delezioni di basi indesiderate), ma si dimostra più adatta ad agire su sequenze corte invece che su sequenze lunghe di DNA.
Il primo studio sul prime editing è stato pubblicato dai ricercatori Andrew Anzalone e David Liu su Nature il 21 ottobre 2019.
Nel 2024 gli scienziati hanno provato che il DNA tollera persino la perdita (delezione) di sequenze anche lunghe, purché non vengano toccati i geni essenziali per la sopravvivenza cellulare.